# Campanile di Piazza
Il Campanile di Piazza, conosciuto anche come Torre dei Bagliotti è un edificio di Oleggio, in Piemonte.

## Storia
Il Campanile di Piazza venne edificato come torre civica a partire dal XII secolo al posto di un torrione di difesa di 7 metri di epoca romana. La torre è conosciuta anche come Torre "dei Bagliotti" dal nome della famiglia nobile che si occupò dell'amministrazione del comune di Novara in epoca tardo medievale.
L'edificio venne edificato con funzione difensiva e militare e nel corso del XV secolo venne ulteriormente ampliato e decorato. Sono del 1472 le prime attestazioni della presenza di campane, che ne hanno modificato la natura da torre civica a campanile, benché non entrò mai nelle proprietà della curia locale.